# Знаменская церковь в Перове
Храм ико́ны Бо́жией Ма́тери «Зна́мение» в Перо́ве — православный храм в районе Перово города Москвы. Относится к Рождественскому благочинию Московской епархии Русской православной церкви, приписан к храму Рождества Иоанна Предтечи в Ивановском.
Построен в конце XVII — начале XVIII века в стиле «голицынского барокко».

## История
Первое упоминание о церкви относится к 1680 году, когда владелец села князь Пётр Голицын получил разрешение на строительство каменного храма. В разных источника встречается разная датировка строительства: 1690—1705, 1705, 1705—1708. Известно, что после получения разрешения строительство церкви было начато не сразу. Наиболее вероятной является версия, что к строительству приступили только после второй женитьбы князя (1699). Работы были прерваны на время пребывания Голицына послом в Вене (1700—1701) и были закончены после его возвращения.
Назначение священника в новопостроенный храм состоялось только в 1708 году — этот год считается наиболее достоверным временем окончания строительства.
В 1731 году к храму был пристроен придел Николая Чудотворца.
Согласно семейным преданиям рода Разумовских, осенью 1742 года в этой церкви произошло тайное венчание графа Алексея Разумовского с российской императрицей Елизаветой Петровной.
В 1866 году придел был снесён, и на его месте возведён новый, имитирующий стиль барокко. Тогда же к храму была пристроена колокольня. В 1906 году Никольский придел вновь был разобран, на его месте построен массивный трёхпридельный храм.
В 1956—1959 годах пришедший в упадок ансамбль церкви подвергся «реставрации», которая привела к разрушению трёхпридельного храма 1906 года постройки и колокольни. Оставили лишь первоначальную барочную постройку 1708 года. Однако работы не были закончены: здание церкви осталось полуразрушенным, с голыми стенами, выбитыми окнами и отбитой штукатуркой. Здание служило складским помещением, в основном, для уборочного инвентаря. В 1990 году на здании вновь начались работы: были установлены строительные леса и проведена окраска стен.
В 2000 году храм был возвращён Русской православной церкви. С этого времени в церкви, приписанной к Иоанновскому храму в Ивановском, вновь проводятся богослужения.

## Архитектурные особенности
Храм относится к стилю «голицынского барокко».
Архитектор, выполнивший проект здания, достоверно неизвестен, так же как и автор похожей, но гораздо более роскошной Знаменской церкви в Дубровицах, имении родного младшего брата князя — Бориса, «дядьки» юного царя Петра I.

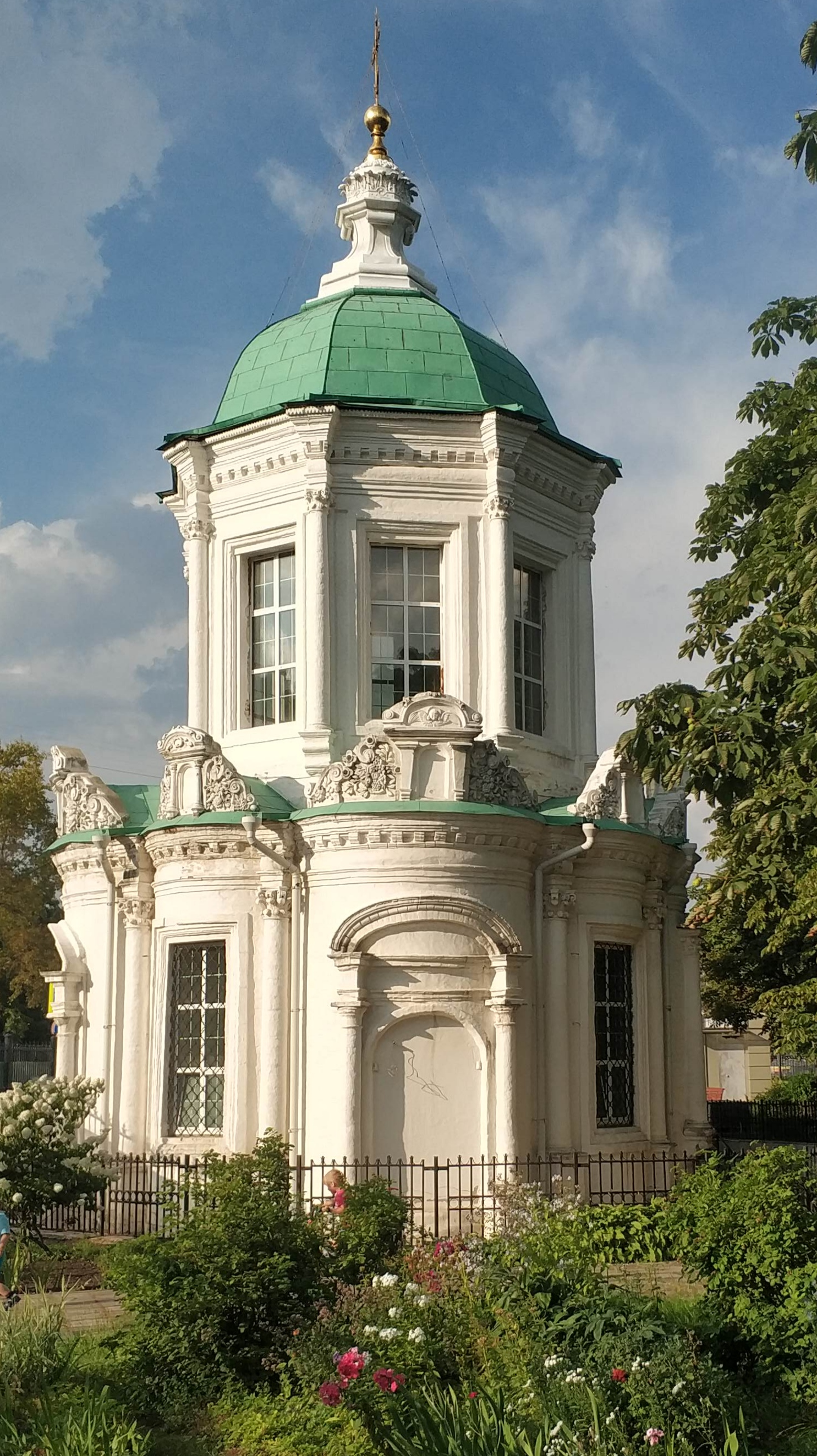
Церковь в Перове имеет аналогичные план, объемы и пропорции

Восьмерик церкви Знамения в Перове является октаконхом («сложенным» из четырёх конх, то есть выступов апсид).
По организации объёмов Знаменская церковь в Перовe копирует собор Высоко-Петровского монастыря, считающийся её прообразом: на восьмилепестковом основании, перекрытом полукупольными сводами, стоит восьмерик, завершённый гранёным куполом.
Углы лепестков в первом ярусе и грани восьмерика во втором ярусе украшают колонны коринфского ордера, поставленные на выступающие из стены консоли. Каждый из объёмов завершён антаблементом с тонко профилированным карнизом, гладким фризом и профилированным архитравом. Над колоннами антаблемент раскрепован, то есть вынесен вперёд. Вход в церковь также обрамлён колоннами.
В отличие от собора Высоко-Петровского монастыря, который полностью выстроен из кирпича, в оформление Знаменской церкви в Перове внесены каменные детали: из белого камня вытесаны карнизы, капители и консоли колонн, фронтоны над лепестками.
Венчающие лепестки сложные фронтоны, состоящие из маленьких фронтончиков, установленных на сужающиеся к основанию пилястры, являются одним из главных декоративных элементов храма. Обрамлённые узорами, изображающими цветы и плоды, по сложности они напоминают фронтоны Знаменской церкви в Дубровицах и, возможно, выполнены тем же мастером.

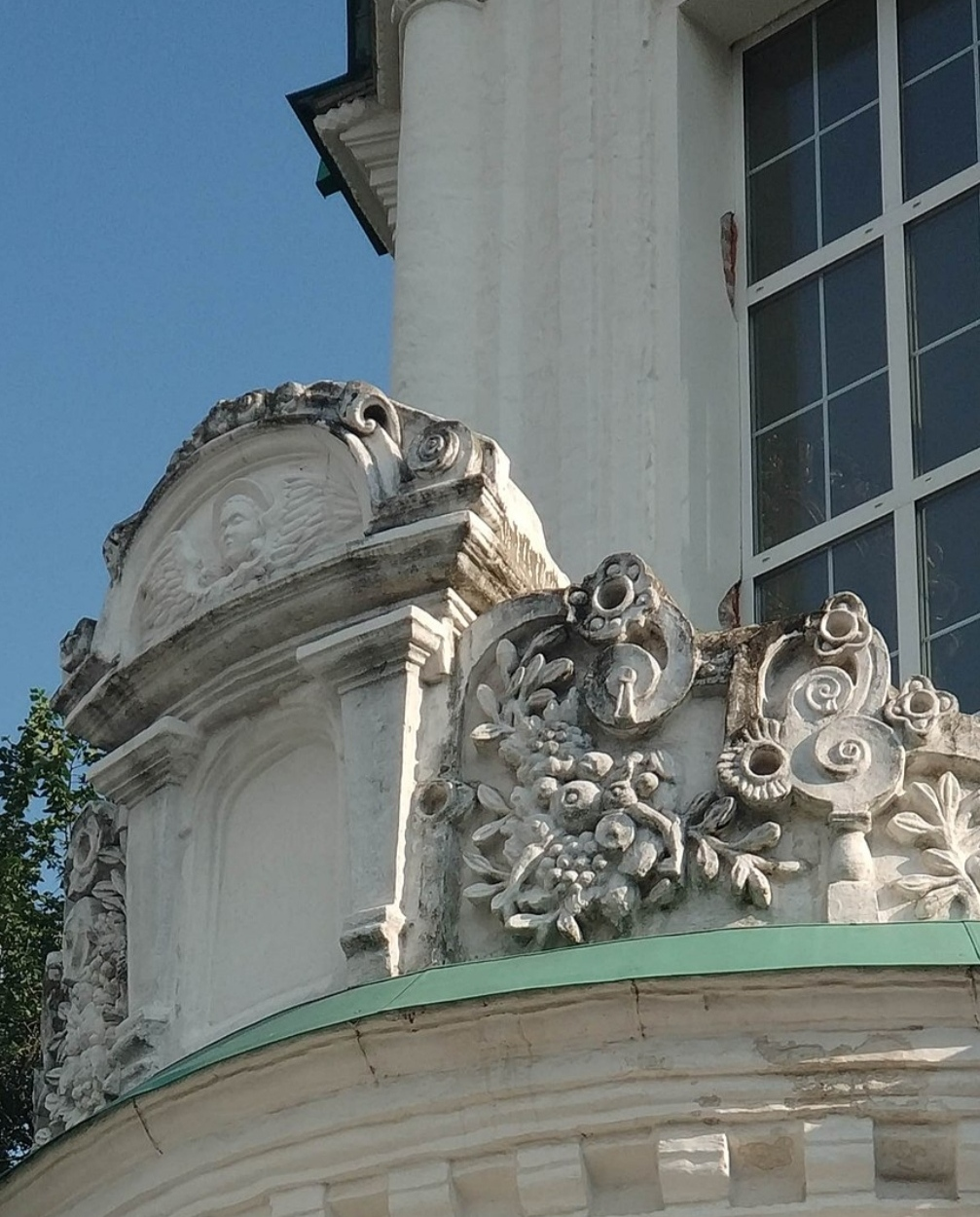
Фрагмент Знаменской церкви в Перове

Внутреннее убранство церкви более скромное, главным его элементом был резной иконостас (не сохранился, современный иконостас по стилю отчасти соответствует первоначальному).

## Священнослужители
В 1927—1937 годах в храме служил священник Василий Коклин (расстрелян на Бутовском полигоне 5 апреля 1938 года, канонизирован в лике священномученика Архиерейским собором Русской православной церкви в 2000 году).
С апреля по август 1937 года в храме служил протоиерей Николай Скворцов (расстрелян на Бутовском полигоне 27 сентября 1937 года, канонизирован в лике священномученика Архиерейским собором Русской православной церкви в 2000 году).
С 2000 года, после того как церковь была приписана к храму Рождества Иоанна Предтечи в Ивановском, службы проводятся его священнослужителями.

## Духовенство
- Настоятель храма протоиерей Пётр (Захаров)